# Горни (Гродненская область)
Горни (бел. Гарні́) — деревня в Лидском районе Гродненской области Беларуси. Входит в состав Третьяковского сельсовета.

## География
Расположена в 4 км от Лиды. Рельеф равнинный. На юго-востоке лесной массив, на севере, востоке и юге местность мелиорированная
Пролегает дорога Н-7504.
Ближайшие населённые пункты Лида, Третьяковцы, Широкое и др.

### Гидрография
Около деревни берёт исток река Островлянка (приток Лидеи).

## История
Известна с XVIII века. В 1765 году деревня, центр «государства» в Лидской экономии, в Великом Княжестве Литовском.
Михал Шимелевич писал, что в давние времена дорога из Лиды на Слоним, или так называемый Белицкий гостинец, шла из Лиды на Горни, Палубники и Люборы, к мосту через Дитву. Согласно описи приходов Лидского деканата в 1784 «старая» дорога к Белице, тянулась через Горни, Богди и соединялась с новой около Минойтов.
После третьего раздела Речи Посполитой (1795) деревня в Российской империи. Входила в состав Лидской волости Лидского уезда Виленской губернии Российской империи.
В Первую мировую войну с сентября 1915 года до конца 1918 года оккупирована германскими войсками. С января 1919 года в составе БССР, в апреле занята польскими войсками. С июля по сентябрь 1920 года контролировалась Красной армией, затем вновь польскими войсками. С 1921 года в составе Польской Республики, принадлежала к Лидской гмине Лидского уезда Новогрудского воеводства.
С 1939 года — в БССР. Оккупирована нацистами с конца июня 1941 года до начала июля 1944 года.
В 1970 году работали лесничество, ферма. Сельскохозяйственные земли в составе колхоза «Заветы Ильича».

## Население

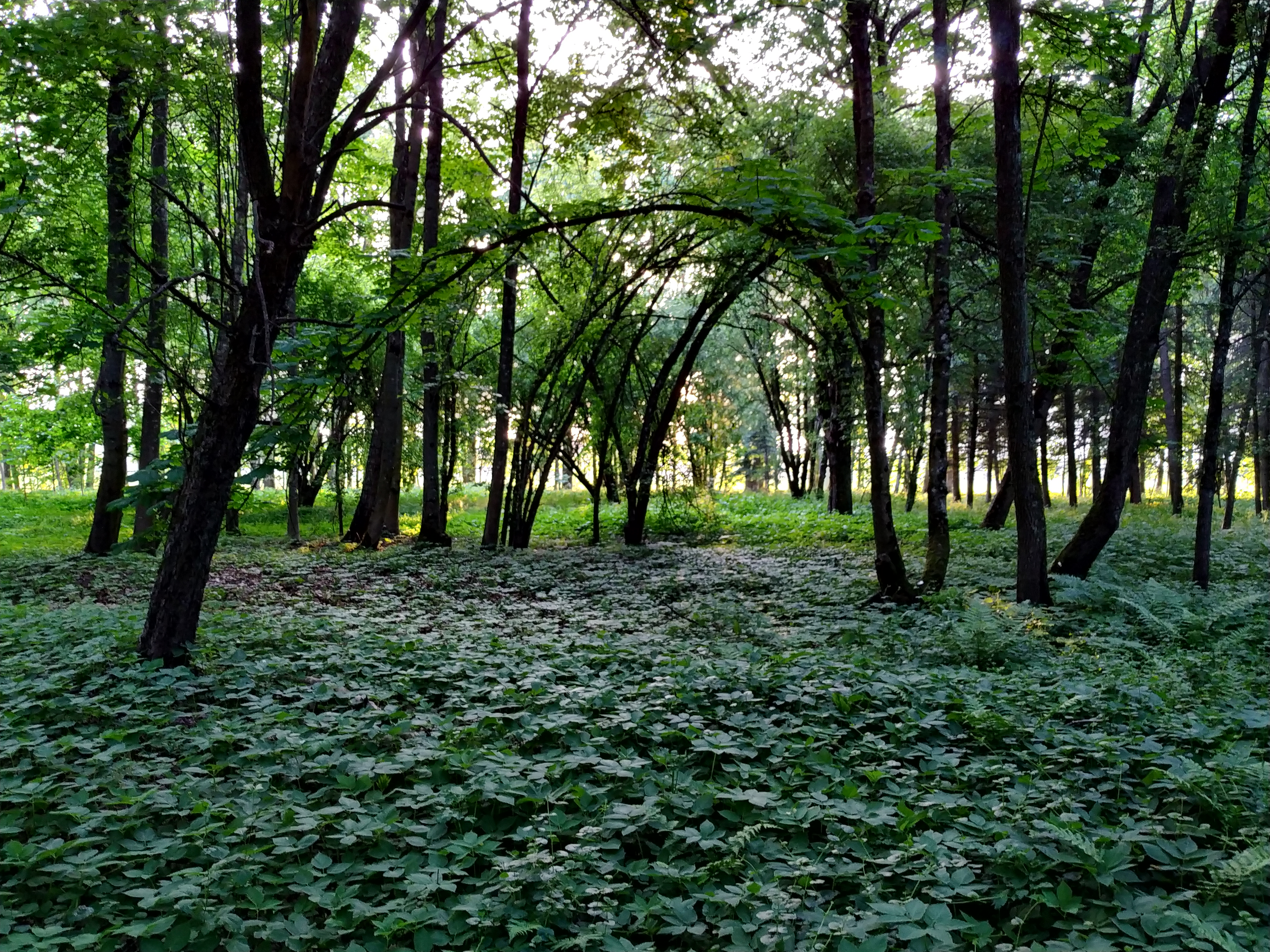
«Парк Горни»

### Численность
- 2019 год — 128 жителей

### Динамика
- 1999 год — 185 жителей (перепись населения)
- 2009 год — 148 жителей (перепись населения)[3]
- 2019 год — 128 жителей (перепись населения)

## Улицы
- Зелёная
- Полевая

## Достопримечательность
- «Парк Горни». Заложен в 1881 году по инициативе царской государственной лесной охраны в Российской империи. Занимает 6,7 га. В 2017 году здесь создан единственный в стране лесной экологический образовательный центр.

Ценное смешанное насаждение, в составе которого дуб, ель, осина. В подлеске орешник, жимолость, бересклет.